# Konstadinos Kederis
Konstadinos Kederis (Lesbos; 11 de julio de 1973) es un exatleta griego, especialista en la prueba de 200 m, en la que logró ser campeón olímpico en 2000 y campeón mundial en 2001. Sin embargo, la sospecha de dopaje dio al traste con su carrera deportiva en puertas de los Juegos Olímpicos de Atenas 2004.

## Carrera deportiva
Nació en Mitilene, capital de la isla de Lesbos (Grecia) y es miembro de la marina del ejército griego. Kederis se ha prodigado muy poco en competiciones internacionales, destacando la medalla de oro en los 400 metros en los Juegos Mediterráneos de Languedoc. En 1999 la Federación Internacional de Atletismo registró una marca suya de 20.50 en los 200 metros.
La gloria le alcanzó en los Juegos Olímpicos Sídney 2000 ganó la medalla de oro en los 200 metros con un tiempo de 20.09 segundos, por delante de británico Darren Campbell y del trinitense Ato Boldon.
Al año siguiente, en el Mundial de Edmonton 2001 volvió a ganar la medalla de oro en la misma prueba, con un tiempo ligeramente inferior al anterior, 20.04 segundos, por delante del jamaicano Christopher Williams (plata con 20.20 segundos), el estadounidense Shawn Crawford y Kim Collins, de San Cristóbal y Nieves, también con 20.20 segundos.
Un año después, lograría su última medalla de oro en el Europeo de Múnich 2002, marcando un récord absoluto en la modalidad de 200 metros, parando el cronómetro en 19.85. A considerable distancia, quedaron segundo el portugués Francis Obikwelu (20.21) y el británico Marlon Devonish (20.24).

## Caso de dopaje en Juegos Olímpicos de Atenas de 2004
Antes de las Olimpiadas de 2004, Konstadinos Kederis ya estuvo bajo sospecha por dopaje. Él, junto a la atleta también griega Ekatherini Thanou, eludieron varios controles antidopaje recurriendo a excusas singulares. El 12 de agosto de 2004, ambos atletas no se presentaron ante un oficial del Comité Olímpico Internacional para realizar un control antidopaje, puesto que se encontraban hospitalizados tras un accidente de moto que les causaron heridas leves. Dos días después, el Comité Olímpico Griego anuncia que ambos atletas son expulsados de los Juegos Olímpicos de Atenas, y la Federación Internacional de Atletismo suspende a ambos atletas y a su entrenador Christos Tzekos a dos años de sanción.